# Trebatice
Trebatice es un municipio situado en el distrito de Piešťany, en la región de Trnava, Eslovaquia. Tiene una población estimada, en octubre de 2024, de 1354 habitantes.
Está ubicado cerca del río Váh (cuenca hidrográfica del Danubio).

## Demografía
| Año        | 1994 | 2004    | 2014     | 2024    |
| ---------- | ---- | ------- | -------- | ------- |
| Población  | 1218 | 1237    | 1369     | 1352    |
| Diferencia |      | +1,55 % | +10,67 % | −1,24 % |

| Año        | 2023 | 2024    |
| ---------- | ---- | ------- |
| Población  | 1338 | 1352    |
| Diferencia |      | +1,04 % |